# Harley Brown
Harley W. Brown (* 16. Juni 1939 in Edmonton) ist ein kanadischer Porträtmaler und Illustrator, der in Tucson, Arizona, lebt.

## Leben
Brown wuchs in Moose Jaw auf und kam durch seinen Vater bereits als Kind zur Malerei, da sein Vater ein leidenschaftlicher Hobbymaler war. Nach dem Besuch der Highschool gestaltete Brown Schaufensteranzeigen. Er besuchte das Alberta College of Art in Calgary, ging dann nach England und besuchte dort am Camberwell School of Arts and Crafts der University of the Arts London.
Gegenüber Allison Carlton vom True West Magazine äußerte er 2012, dass er aus der Kunstschule geworfen wurde, aber sich dadurch nicht von seinem Ziel abhalten ließ, seinen Lebensunterhalt mit Kunst zu verdienen. In Tucson fand er seine Wahlheimat und lebt dort mit seiner Ehefrau Carol. Sein Neffe Scot Paisley aus Alberta ist ebenfalls ein erfolgreicher Porträtmaler.

## Wirken
Brown ist insbesondere für seine Porträts von nordamerikanischen Indianern bzw. Angehörigen der sogenannten First Nations bekannt. Bereits in seiner Heimat fand er in den 1950er Jahren, inspiriert durch eine in seiner Straße ansässigen Gruppe nordamerikanischer Indianer, Begeisterung für deren interessante Gesichtscharakteristik mit den ausgeprägten Jochbeinen und die aufgrund der Nasen und Lippen manchmal extrem dramatisch wirkenden Gesichter einiger älterer Indianer als künstlerisches Motiv. Neben Cowboy- und Indianerporträts porträtiert er Persönlichkeiten aus der Politik und der Unterhaltungsbranche, beispielsweise Christopher Lee in seiner Rolle als Dracula, eine Auftragsarbeit für ein Filmmagazin. Sein Interesse an Politikerporträts kam durch eine Auftragsarbeit für ein Porträt des britischen Politikers Winston Churchill zustande.
1973 hatte er bei der Montana Historical Society in Helena seine erste nennenswerte Einzelausstellung. 1979 war er Gründungsmitglied der Künstlervereinigung Northwest Rendezvous (NWR) und gehört der ursprünglich siebenköpfigen Künstlergruppe Tucson 7 an. Regelmäßig ist er bei den „Prix de West“-Jahresausstellungen der National Cowboy Hall of Fame in Oklahoma City vertreten. Seine Werke wurden in namhaften Galerien der Vereinigten Staaten ausgestellt.
Brown durchreiste Amerika, Europa, Asian, Australien, insbesondere zu erwähnen Russland und Mexiko und gab von 1980 bis 1999 weltweit Malkurse. Er lehrt an der Scottsdale Artists’ School, Scottsdale, wo er einen Stipendienfonds für Schüler einrichtete.
Bei einer Coeur d’Alene Art Auction im Jahr 2008 erzielte sein Porträt des Stammeshäuptlings und Medizinmanns Sitting Bull ein Spitzengebot in Höhe von 30.000 US-Dollar, das doppelt so hoch wie der ursprüngliche Schätzpreis lag.  Sein Gemälde Cooling Off the Hard Way erbrachte bei der Santa Fe Art Auction 2003 ein Kaufgebot von 305.000 US-Dollar.

## Publikationen
- mit Lewis Barrett Lehrman: Harley Brown's Eternal Truths for Every Artist. International Artist Publishing, 2000. ISBN 978-1-929834-06-8
- Confessions of a Starving Artist: The Art and Life of Harley Brown. International Artist Publishing, 2003. ISBN 978-1-929834-30-3
- Harley Brown's Inspiration for Every Artist: Access the Creative Mind and Pictorial Thought Processes of a Master Painter. International Artist Publishing, 2008. ISBN 978-1-929834-61-7
- mit Howard Terpning: Terpning: Tribute to the Plains People. Greenwich Workshop Press, Greenwich 2012. ISBN 978-0-86713-151-2

## Auszeichnungen (Auswahl)
- 1990: Robert M. Lougheed Memorial Award, National Academy of Western Art, National Cowboy Hall of Fame
- 2005: Aufnahme bei den Cowboy Artists of America (CAA)
- 2006: Goldmedaille in der Kategorie „Zeichnen“ bei der „Prix de West“-Jahresausstellung, National Cowboy Hall of Fame
- seit 2005: zwei Goldmedaillen der CAA[4]